# Vājārgāh
Vājārgāh (persiska: واجارگاه, Owndīm Sarā) är en ort i Iran.   Den ligger i provinsen Gilan, i den norra delen av landet, 170 km nordväst om huvudstaden Teheran. Vājārgāh ligger 9 meter över havet och antalet invånare är 2 974.
Terrängen runt Vājārgāh är platt norrut, men söderut är den kuperad. Terrängen runt Vājārgāh sluttar norrut. Runt Vājārgāh är det ganska tätbefolkat, med 134 invånare per kvadratkilometer. Närmaste större samhälle är Rūdsar, 15,2 km nordväst om Vājārgāh. I omgivningarna runt Vājārgāh växer i huvudsak blandskog.